# Heliographa tonsa
Heliographa tonsa är en tvåvingeart som först beskrevs av Stein 1909.  Heliographa tonsa ingår i släktet Heliographa och familjen husflugor. Inga underarter finns listade i Catalogue of Life.